# Sušćepan
Sušćepan (en serbe cyrillique : Сушћепан) est un village du sud-ouest du Monténégro, dans la municipalité de Herceg Novi.

## Démographie

### Évolution historique de la population
| 1948 | 1953 | 1961 | 1971 | 1981 | 1991 | 2003 |
| ---- | ---- | ---- | ---- | ---- | ---- | ---- |
| 98   | 102  | 108  | 95   | 113  | 132  | 492  |